# ايفان شوباشيتش
كان إيفان سوباسيتش (7 مايو 1892 – 22 مارس 1955) سياسيًا كرواتيًا ويوغوسلافيًا ، والمعروف باسم آخر بان لكرواتيا .  

## حياة سابقة
ولد في فوكوفا غوريتسا ، ثم عاش في النمسا والمجر. أنهى المدرسة الثانوية في زغرب ، والتحق بكلية اللاهوت بجامعة زغرب . خلال الحرب العالمية الأولى ، تم تجنيده في الجيش النمساوي المجري حيث شارك في القتال ضد القوات الصربية على نهر درينا . في وقت لاحق تم إرساله إلى الجبهة الشرقية حيث استغل الفرصة للانشقاق للروس . ومن هناك انضم إلى المتطوعين اليوغوسلاف الذين يقاتلون داخل الجيش الصربي على جبهة سالونيكا . 
بعد الحرب ، حصل شوباشيتش على شهادته في القانون من جامعة زغرب ، وبعد ذلك ، افتتح مكتب محاماة في فربوفسكو . هناك التقى مع فلادكو ماتشيك وانضم إلى حزب الفلاحين الكرواتيين . في عام 1938 ، انتخب عضوا في الجمعية الوطنية اليوغوسلافية . 

## الحياة السياسية

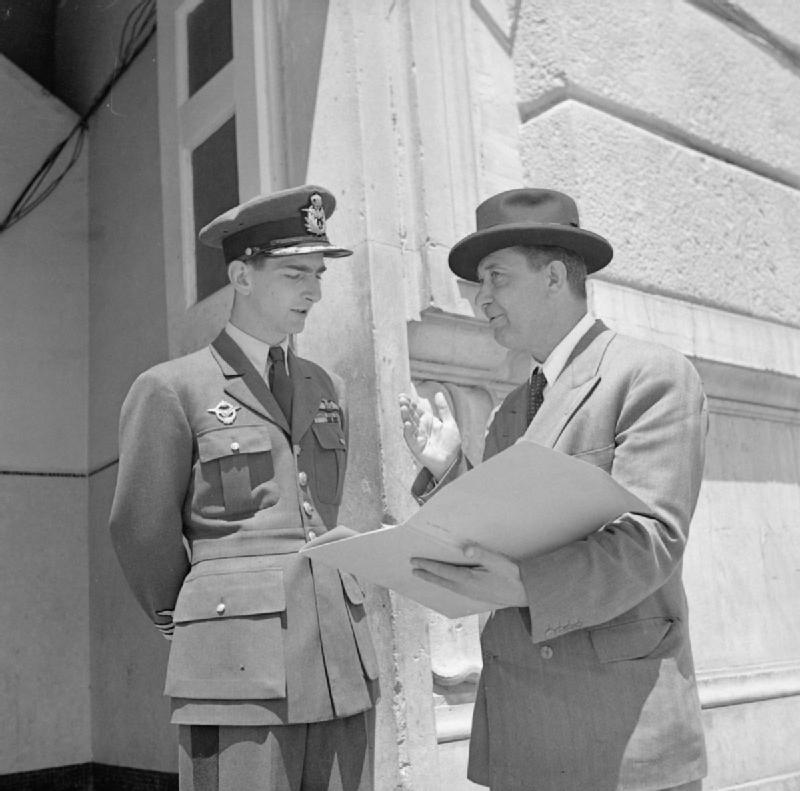
مع الملك بيتر الثاني في إيطاليا بعد لقاء تيتو.

### بان كرواتيا
في أغسطس 1939 ، توصل ماتشيك ورئيس الوزراء اليوغسلافي دراجيشا سفيتكوفيتش إلى اتفاق حول إعادة البناء الدستوري ليوغوسلافيا واستعادة الدولة الكرواتية في شكل بانوفينا في كرواتيا - كيان مستقل ذاتياً ، والذي تضمن ، إلى جانب كرواتيا نفسها ، قطاعات كبيرة من البوسنة اليوم الهرسك وبعض أقسام اليوم فويفودينا ، التي تضمنت أغلبية كرواتية عرقية.  تم تعيين شوباتشيتش كأول بان، أو رئيس لقب لهذا الكيان ، المسؤول عن حكومته. 
لقد انتهى البانوفينا مع مملكة يوغوسلافيا ، في أعقاب الغزو الذي قامت به قوات المحور في أبريل 1941. انضم شوباتشيتش إلى دوشان سيموفيتش وحكومته اليوغسلافية في المنفى ، لكنه رفض قبل المغادرة مغادرة الإذن بالإفراج عن عدد كبير من الشيوعيين واليساريين الكرواتيين اعتقلوا واحتجزوا في السجون تحت إشرافه. وسرعان ما استولت دولة كرواتيا المستقلة حديثًا على هذه السجون ، وأُعدم الأسرى لاحقًا على يد أوستاشا(النازين الكروات)  . 

### حكومة المنفى
في الهجرة ، مثل شوباتشيتش الحكومة الملكية اليوغسلافية في الولايات المتحدة . تدريجيا، واتساع الفجوة بين الحكومة الملكى واليوغوسلافية حركة المقاومة الرئيسي تتجسد في تيتو و الشيوعيون الموالون اضطر ونستون تشرشل للتوسط. تم تعيين شوباتشيتش، وهو كرواتي غير شيوعي ، كرئيس جديد للوزراء من أجل التوصل إلى حل وسط بين تيتو - التي مثلت قواتها حكومة الأمر الواقع في الأراضي المحررة - والملكية ، التي فضلت دراجا ميهايلوفيتش . 
بعد رفضه علنًا لميهايلوفيتش ، التقى شوباتشيتش مع تيتو في جزيرة فيس ووقع على اتفاق تيتو - شوباتشيتش ، الذي اعترف بالثوار كقوات مسلحة شرعية ليوغوسلافيا في مقابل اعتراف الحزبيين رسمياً بالمشاركة في الحكومة الجديدة والمشاركة فيها. احتفظ شوباتشيتش بمنصبه حتى 7 مارس 1945 ، عندما أصبح تيتو رسميًا رئيس وزراء يوغوسلافيا. كان شوباتشيتش وزيراً للخارجية في حكومته حتى شهر أكتوبر ، عندما استقال ، معارضةً للسياسات الشيوعية للحكومة الجديدة. 

## حياته فيما بعد ووفاته
قضى شوباتشيتش ما تبقى من حياته بعيدا عن الأضواء ، ومات 1955 في زغرب. حضر حوالي 10000 شخص جنازته.  دفن في مقبرة ميراغوي . 

## روابط خارجية
- ايفان شوباشيتش على موقع مونزينجر (الألمانية)